# به دار آویختن، شکم‌پاره کردن و چهار تکه کردن

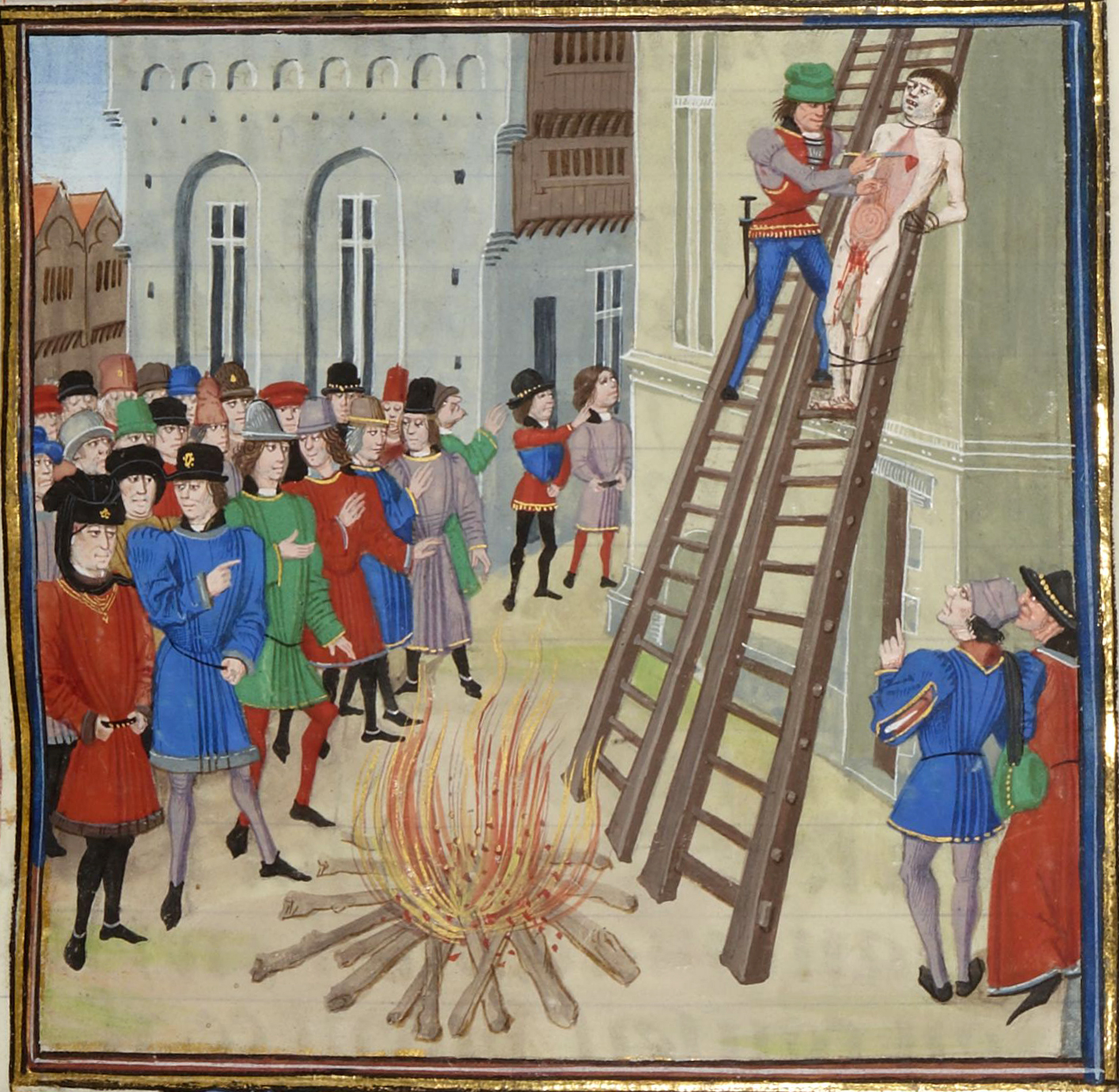
اعدام هیوی دسپنسر جوان، همان‌طور که در «فرویسار لوئیس گروتوس» به تصویر کشیده شده است.

به دار آویختن، شکم‌پاره کردن و چهار تکه کردن، یک نوع مجازات اعدام دردناک و شکنجه‌آور بود که عمدتاً برای اعدام مردانی که به خیانت بزرگ محکوم شده بودند، در بریتانیا و ایرلند در دوران قرون وسطی و اوایل دوران مدرن استفاده می‌شد. خیانتکار محکوم شده، پاهایش به یک حصار یا صفحه چوبی بسته می‌شد و پشت یک اسب به محل اعدام کشیده می‌شد. سپس او را آویزان می‌کردند (تقریباً تا مرز مرگ)، ختنه می‌کردند، شکمش را پاره می‌کردند، گردنش را می‌بریدند و بدنش را به چهار تکه تقسیم می‌کردند. باقی‌مانده‌های او اغلب در مکان‌های برجسته‌ای در سراسر کشور، مانند پل لندن، به نمایش گذاشته می‌شد تا هشداردهنده سرنوشت خیانتکاران باشد. این مجازات تنها برای مردان اجرا می‌شد؛ به دلایل عفت عمومی، زنان محکوم به خیانت بزرگ به جای آن سوزانده می‌شدند.